# Holio
Holio (ou Alio, Halio) est une localité du Cameroun située dans le département du Logone-et-Chari et la Région de l'Extrême-Nord, à proximité de la frontière avec le Nigeria. Elle fait partie de la commune de Makary et du canton d'Afade. 

## Population
Lors du recensement de 2005, on y a dénombré 57 personnes.